# Zračno-vesoljske sile Ruske federacije
Zračno-vesoljske sile Ruske federacije (rusko: Воздушно-космические силы России, latinizirano: Vozdušno-kosmičeskije sili Rossiii, VKS) obsegajo zračno in vesoljsko vejo Oboroženih sil Ruske federacije. VKS so nastale 1. avgusta 2015 z združitvijo Vojnega letalstva Rusije in Ruskih sil zračno-vesoljske obrambe. Ruski minister za obrambo Sergej Kužugetovič Šojgu je pojasnil, da sta razloga za združitev učinkovitost in logistična podpora. Poveljstvo je v Moskvi. Nove zračno-vesoljske sile so sestavljene iz treh rodov:
- Vojno letalstvo Rusije
- Sile za zračno in raketno obrambo[6]
- Ruske vesoljske sile

Med 1. avgustom 2015 in 26. septembrom 2017 je silam poveljeval generalpolkovnik Viktor Nikolajevič Bondarev, med 26. septembrom 2017 in 22. novembrom 2017 generalporočnik Pavel Pavlovič Kuračenko, od 22. novembra 2017 do 23. avgusta 2023 armadni general Sergej Vladimirovič Surovikin (kot v.d. do 20. oktobra) in od 20. oktobra 2023 Viktor Musavirovič Afzalov.

## Sestava
- Vojno letalstvo:
  - Vojaško-transportno letalstvo
  - Daljno letalstvo
  - 6. armada zračnih sil in zračne obrambe (Sankt Peterburg)
    - 14. gardni lovski polk (Kursk) (dve eskadri Su-30SM)
    - 47. polk mešanega letalstva (Voronež) (dve eskadri Su-34)
    - 159. gardni lovski polk (Petrozavodsk) (dve eskadri Su-35)
    - 790. lovski polk (Hotilovo) (ena eskadra Su-35)

  - 4. armada zračnih sil in zračne obrambe (Rostov na Donu)
    - 559. bombniški letalski polk (tri eskadre Su-34)

  - 14. armada zračnih sil in zračne obrambe (Jekaterinburg)
    - 2. gardni polk mešanega letalstva (Čeljabinsk) (dve eskadri Su-34)

  - 11. armada zračnih sil in zračne obrambe (Habarovsk)
    - 23. lovski polk (Komsomolsk na Amuru) (dve eskadri Su-35)
    - 22. lovski polk (Artjom) (ena eskadra Su-35)
    - 277. bombniški letalski polk (dve eskadri Su-34)

  - 45. armada zračnih sil in zračne obrambe (Severomorsk)

- Sile za zračno in raketno obrambo:
  - 1. reda Lenina armada za zračno in raketno obrambo (Moskva)

- Ruske vesoljske sile:
  - 15. armada zračno-vesoljskih sil za posebne namene (upravlja s sistemom radarjev sistema za opozarjanje pred raketnim napadom Voronež, Dnjepr, Darjal, Volga, pa tudi z radiooptičnim sistemom Krona in optično-elektronskim sistemom Okno. Od leta 2021 je v sestavi 15. zračno-vesoljske armade tudi sistem S-500 (v Moskvi).
    - 153. Glavni preizkusni center preizkušanj in upravljanja z vesoljskimi sredstvi G. S. Titova
    - 820. Glavni center za opozarjanje pred raketnim napadom
    - 821. Glavni center za izvidnico o vesoljskem stanju

  - 1. državni preizkusni kozmodrom Ministrstva za obrambo Ruske federacije "Pleseck"
  - Arsenal vesoljskih sil